# Оленный камень на Санном Мысу
Оленный камень на Санном Мысу — камень с могильника Санный Мыс, расположенного на территории Забайкалья в Хоринском районе Бурятии. На одной из сторон плиты, имевшей высоту около 2,5 м и ширину 60 — 70 см, были выбиты рисунки оленей. Оленный камень обнаружен в 1855 году этнографом Д. П. Давыдовым, стоящим на углу одной из плиточных могил. В настоящее время плита утеряна, она была смыта паводковыми водами реки Уды в середине XX века.
Санномыский и Иволгинский оленные камни являются первыми научно описанными оленными камнями Забайкалья. По мнению археолога А. П. Окладникова, оленные камни ставили у плиточных могил «наиболее выдающихся» знатных семейств.

## Оленный камень
В 1855 году этнограф Д. П. Давыдов нашёл на могильнике Санный Мыс (в 15 км на восток от села Удинск на правом берегу реки Уды) оленный камень с изображениями выбитыми на одной стороне, направленной к югу. Плита стояла на углу одной из плиточных могил на узком нижнем конце. Проводя раскопки под оленным камнем, этнограф обнаружил два черепка глиняной посуды и лошадиные кости. Д. П. Давыдов при описании плиты сравнивал её и Иволгинский оленный камень, обнаруженный им в 1856 году недалеко от Верхнеудинска (ныне город Улан-Удэ). По его описанию, Санномысский оленный камень меньше Иволгинского и сделан грубее, а рисунки на плитах схожи друг с другом. Санномыский и Иволгинский оленные камни являются первыми научно описанными оленными камнями Забайкалья.
По мнению А. П. Окладникова, плиточные могилы, которые требовали больших затрат для их строительства, могли служить «кладбищами аристократических родов». А оленные камни ставили у могил «наиболее выдающихся» знатных семейств.

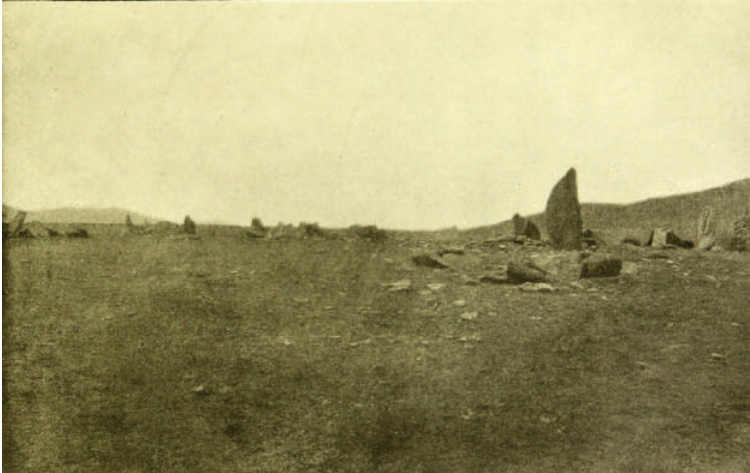
Вид на могильник Санный Мыс с оленным камнем (фотография А. Гейкеля, 1890 год)

В сентябре 1890 года финский этнограф А. Гейкель, возвращаясь из экспедиции по Монголии, на несколько дней остановился в Троицкосавске (ныне город Кяхта). Отсюда он совершил экспедицию по следам Д. П. Давыдова, в рамках которой посетил могильник на Санном Мысу, где сделал фотографии вида на могильник и оленного камня. А. Гейкель отметил, что оленный камень на могильнике был не один, поблизости были расположены другие подобные маяки.
В середине XX века санномысский оленный камень, по словам археолога Е. А. Хамзиной, «был смыт паводковыми водами реки Уды». В 1980 году краевед А. В. Тиваненко вблизи места, где находился оленный камень нашёл каменный жертвенный очаг со сторонами 0,7 и 1,0 м, сложенный из вертикально поставленных плит. Дно ящика жертвенного очага было выстлано плоскими каменными плитами, одна сторона ящика разрушена. Внутри лежали кость и угли. Жертвенный очаг был перевезён в Этнографический музей народов Забайкалья.
По предположению Н. В. Цыденовой и М. М. Чагдуровой, основанному на сравнении размера камня с ростом человека на фотографии конца XIX века, высота оленного камня составляла около 2,5 м, а ширина — 60−70 см. По их мнению, на оленном камне изображены три парных рисунка оленей в прыжке. Олени нарисованы с ветвистыми рогами и с мордами, похожими на клюв. Нижний ряд рисунков на плите не закончен, нанесены только контуры рисунков. Вверху плиты, ближе к правому краю, изображён круг.
Археолог Д. Г. Савинов указал, что на оленном камне выбиты стилизованные фигуры лежащих и стоящих оленей. По мнению археолога М. В. Константинова, олени на плите символизируют «заботу о здоровье и умножении потомства. Это пожелание блага роду, племени и народу». Связывает это он с лечебными свойствами рогов оленя, которые «усиливают трудоспособность и поддерживают сексуальную силу мужчин и женщин». По мнению археолога А. П. Окладникова круг на оленных камнях обозначает бронзовое зеркало с ручкой. Археолог С. И. Вайнштейн считал, что знак можно трактовать как атрибут солярной символики. Символом солнца считали это изображение археологи М. Х. Маннай-оол и П. П. Хороших. Археологи М. П. Грязнов, В. В. Волков, Э. А. Новгородова и Н. Л. Членова предполагали, что круги изображают серьги, хотя среди археологических находок украшения такой формы не встречались.
К настоящему моменту санномыский оленный камень утрачен, и фотография, сделанная А. Гейкелем, — единственное на сегодня изображение, которое дает представление о нём, наряду с кратким описанием Д. П. Давыдова.

## Комментарии
1. ↑  Маяком называется оленный камень, стоящий у плиточной могилы[10].
2. ↑  Цыденова, Наталья Владимировна — кандидат исторических наук, старший научный сотрудник Отдела истории и культуры Центральной Азии ИМБТ СО РАН[13].
3. ↑  Чагдурова, Марина Михайловна — заведующая Фондом редкой книги Кяхтинского краеведческого музея[13].
4. ↑  Новгородова, Элеонора Афанасьева (1933—1996) — доктор исторических наук, ведущий научный сотрудник Института востоковедения РАН, дочь якутского историка и общественного деятеля А. И. Новгородова. Первая жена В. В. Волкова[16].